# Månprinsen A.M.
Månprinsen A.M., född 11 maj 2007 i Nyland, Västernorrlands län, död 18 december 2020, var en svensk kallblodig travhäst som tävlade mellan 2010 och 2020. Han tränades och kördes av Gunnar Melander under hela tävlingskarriären.
Månprinsen A.M. sprang under sin tävlingskarriär in 9,4 miljoner kronor på 112 starter varav 71 segrar, 11 andraplatser och 8 tredjeplatser. Bland hans främsta meriter räknas segrarna i Svenskt Kallblodsderby (2011), Svenskt Mästerskap (2013, 2014, 2015, 2017, 2018), Svensk-Nordiska loppet (2014) och en andraplats i Elitkampen (2015). Han har varit Sveriges vinstrikaste kallblod fyra säsonger i rad (2014, 2015, 2016, 2017).

## Karriär

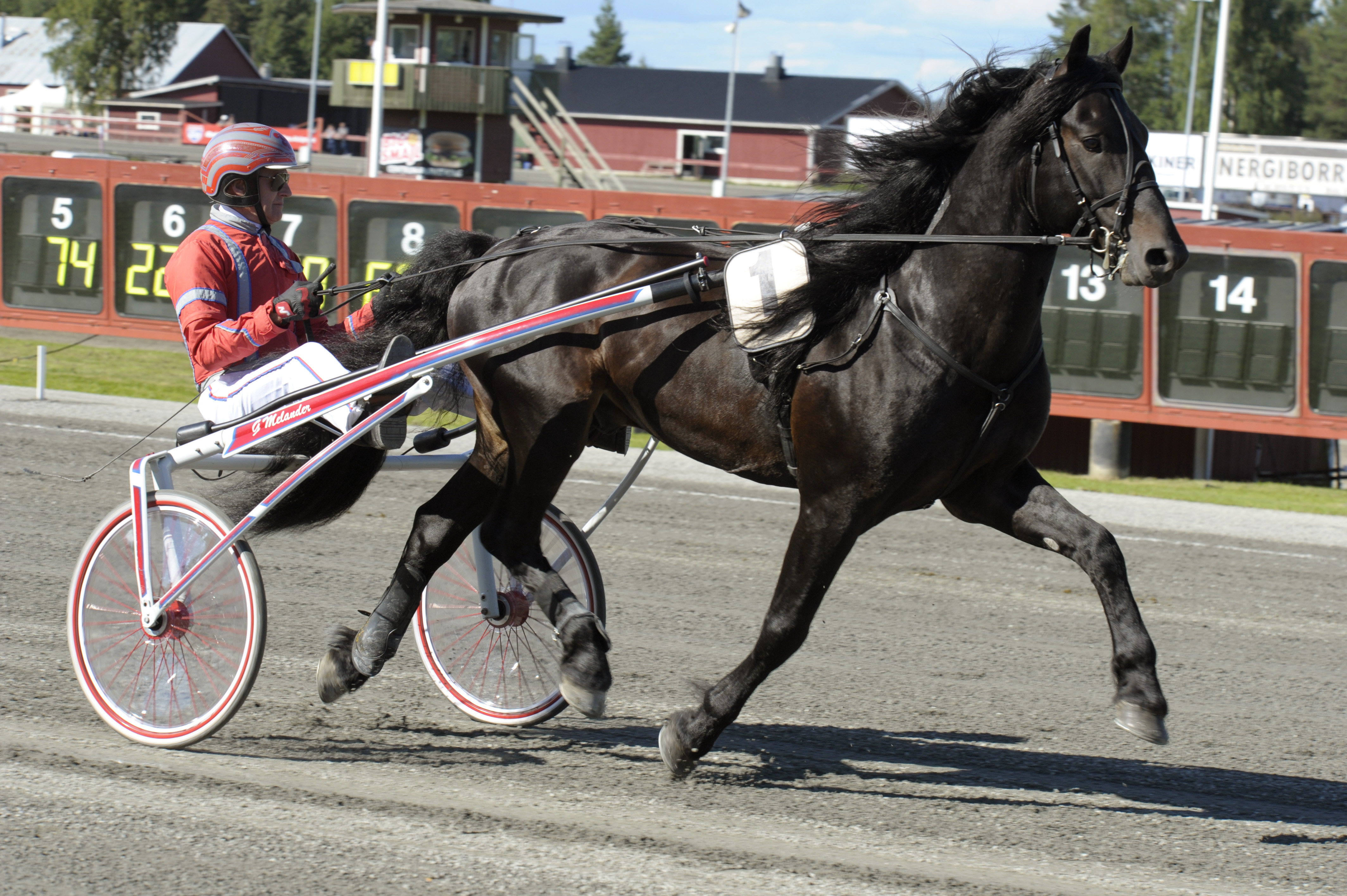
Månprinsen A.M. och Gunnar Melander 2013.

Månprinsen A.M. gjorde sin första start som treåring den 15 mars 2010 på Östersundstravet. I sin fjärde start den 2 maj 2010 på Hagmyren tog han sin första seger. Under sin debutsäsong 2010 vann han 6 av de totalt 15 starter som han gjorde. Under säsongen 2011 vann han finalen av Svenskt Kallblodsderby den 7 augusti på Östersundstravet. Under säsongen 2012 segrade han i sju av totalt åtta starter. Han vann bland annat "Svensk Travsports 5-åringsstjärna" den 17 september på Bollnästravet. Säsongen därpå vann han Svenskt Mästerskap för kallblod den 24 augusti 2013 på Bergsåker travbana.
Den 10 maj 2014 vann han Vårbjörken för svenska, norska och finska kallblod på Umåkers travbana. Han vann loppet på kilometertiden 1.22,1 över 1640 meter med autostart, vilket innebar nytt banrekord för kallblod. Han segrade även i 2015 års upplaga av Vårbjörken.
Månprinsen A.M. har startat i Elitkampen under Elitloppshelgen på Solvalla två gånger (2014 och 2015). I 2014 års upplaga blev han oplacerad efter att ha galopperat. I 2015 års upplaga kom han på andraplats bakom vinnande Lannem Silje. Andraplatsen togs på kilometertiden 1.19,0 över 1 609 meter med autostart, vilket därmed blev hans nya personliga rekord över distansen.
Den 26 augusti 2017 vann han Svenskt Mästerskap på Bergsåkers travbana för fjärde gången i karriären. Han hade tidigare vunnit loppet tre år i rad åren 2013, 2014 och 2015. I 2016 års upplaga kom han på tredjeplats. Han passerade 7 miljoner kronor insprunget under karriären med sin seger i DubbelCupens final inom V75 den 16 december 2017 på Gävletravet.
Säsongen 2020 kantades av skador i bland annat hovbenet, och i december 2020 tvingades Månprinsen A.M. att avlivas vid en ålder av 13 år.

## Priser och utmärkelser
- Utsedd till "Årets Kallblod" vid den svenska Hästgalan 2013, 2014, 2015, 2017, 2018.[9]
- Sveriges vinstrikaste kallblod säsongerna 2014, 2015, 2016 och 2017.[2]